# Єрванд IV
Єрванд IV (д/н — бл. 200 до н. е.) — цар Великої Вірменії в 212—200 роках до н. е.

## Життєпис
Походив з династії Єрванідів. Син царя Аршама. У 228 році до н. е. після смерті останнього не отримав якихось володінь. Втім напевне був намісником області на півночі держави. У 212 році до н. е. після загибелі брата Ксеркса I скористався слабкістю свого небіжа — царя Абдісара, який вимушений був підкоритися Селевкідам, Єрванд оголосив себе володарем Великої Вірменії.
Втім невдовзі сам вимушений був визнати зверхність царя Антіоха III Селевкіда. Залагодивши справи з сусідами, зосередився на розбудові держави. Було засновано релігійний центр Багаран. Великі бронзові статуї в грецькому стилі богів — Арамазда, Анаіти і Ваагна були привезені туди і встановлені в храмах, присвячених їм. Цар також наказав створити святиню в Армавірі: присвячену Митрі золоту статую чотирьох коней, що тягнуть колісницю з Мітрою як богом Сонця. Після 205 року до н. е. переніс столицю з Армавіру до нової — Єрвандашат.
Посилення Вірменії, її дружні відносини з Понтом і Каппадокією викликали занепокоєння Антіоха III, який близько 200 року до н. е. влаштував змову, внаслідок якої за невідомих обставин цар Єрванд IV загинув. Трон дістався Арташесу I, вірному союзнику Селевкідів.